# Efecto Lamb
En física, el efecto Lamb, llamado así en honor de Willis Lamb, proviene de una pequeña diferencia observada en la energía asociada a dos niveles de energía {\displaystyle 2s_{1/2}} y {\displaystyle 2p_{1/2}} en el átomo de hidrógeno. 
En mecánica cuántica, según las teorías de Dirac y de Schrödinger, los estados energéticos del hidrógeno que poseen los mismos números cuánticos {\displaystyle n} y {\displaystyle j}, pero que difieren en el número cuántico {\displaystyle l}, deben estar degenerados.

## Introducción
La teoría de Dirac aplicada al átomo de un electrón (hidrógeno) proporciona niveles con una energía que depende del número cuántico radial {\displaystyle n} y del momento angular total {\displaystyle j}. Como consecuencia de esto aparecen niveles degenerados en energía con valores diferentes del momento angular orbital, {\displaystyle l=0}, y {\displaystyle l=1}. Los niveles {\displaystyle 2s_{1/2}} y {\displaystyle 2p_{1/2}} son un ejemplo de esta situación. 
Se podría pensar que la teoría de Dirac, incluidas todas las correcciones asociadas a las propiedades nucleares, debería explicar perfectamente el espectro del átomo de hidrógeno. Sin embargo, en medidas espectrales muy precisas se detectan desviaciones de las predicciones hechas por esta teoría.

## Definición
En 1951 Lamb descubre que, debido a que el estado {\displaystyle 2p_{1/2}} es ligeramente más bajo que el {\displaystyle 2s_{1/2}}, aparece un débil desplazamiento de la correspondiente línea orbital (desplazamiento Lamb). Más concretamente podemos decir que la energía del estado {\displaystyle 2s_{1/2}} es de 4,372×10−6 eV por encima del estado {\displaystyle 2p_{1/2}}, siendo {\displaystyle l=0} en el primer caso, y {\displaystyle l=1} en el caso del estado {\displaystyle 2p_{1/2}}.

## Historia
Las primeras evidencias en este sentido son detectadas por W. V. Houston en 1937 y R. C. Willians en 1938 quienes comprueban experimentalmente que los niveles {\displaystyle 2s_{1/2}} y {\displaystyle 2p_{1/2}} no son degenerados. 
Éstos concluyen que el estado {\displaystyle 2s_{1/2}}, está ligeramente por encima del {\displaystyle 2p_{3/2}}. Sin embargo los intentos de ratificación, realizados en las mismas fechas, no detectan esta desviación debido principalmente a las dificultades de medir diferencias tan pequeñas en el número de onda por métodos espectroscópicos directos, ya que son enmascaradas por efectos difíciles de controlar, como es el caso del Doppler que sufre la radiación emitida por el átomo debido a su movimiento de traslación.

## Trabajo experimental
La cuestión es definitivamente resuelta experimentalmente en 1947 por W. E. Lamb y R. C. Retherford quienes idean un experimento que minimiza el ensanchamiento Doppler de las líneas. Los puntos claves del experimento son:
1. En lugar de resolver espectroscópicamente la estructura fina, utilizan técnicas de microondas para estimular directamente la transición entre los niveles {\displaystyle 2s_{1/2}} y {\displaystyle 2p_{1/2}} (que es dipolar eléctrica).
2. El éxito del experimento de Lamb y Retherford radica en que el nivel {\displaystyle 2s_{1/2}} es metaestable, ya que el único estado energético más bajo es el {\displaystyle 1s_{1/2}}, no estando permitida una transición dipolar eléctrica entre ellos.
3. El mecanismo más probable de desexcitación es mediante la emisión de dos fotones, con una vida media de 1/7s. Así pues en ausencia de perturbaciones externas la vida media del {\displaystyle 2s_{1/2}} es mucho mayor que la del {\displaystyle 2p_{1/2}} que es de 1,6×10−9s.
Willis Lamb midió el desplazamiento en la región de las microondas. Ubicó átomos en el estado {\displaystyle 2s_{1/2}}. Estos átomos no se podían desexcitar adoptando directamente el estado {\displaystyle 1s_{1/2}} a causa de que las reglas de selección prohíben mantener el mismo valor del momento angular en una transición. 
Introduciendo los átomos en un campo magnético, para separar los niveles por efecto Zeeman, expuso los àtomos a una radiación de microondas a 2395 MHz (no muy lejos de la frecuencia de un horno corriente, que es de 2560 MHz). 
Entonces varió el campo magnético hasta que una frecuencia que produjo transiciones desde el nivel {\displaystyle 2p_{1/2}} hasta el nivel {\displaystyle 2p_{3/2}}. Entonces pudo medir la transición permitida desde el nivel {\displaystyle 2p_{3/2}} hasta el nivel {\displaystyle 1s_{1/2}}. 
Estos resultados fueron usados para determinar que el campo magnético cero, divisorio de estos dos niveles, corresponde a 1057 MHz. Utilizando la relación de Planck se demuestra que la energía de separación es de 4,372×10−6 eV.
Evitando algunos detalles técnicos, podríamos decir que el procedimiento para realizar el experimento es el siguiente:
Se usa un haz de hidrógeno molecular a alta temperatura, para obtener los átomos de H cuyo espectro se quiere analizar, (a una temperatura de 2500 K la disociación es del 60%). 
Los átomos de hidrógeno se seleccionan haciéndolos pasar por una rendija, al mismo tiempo que se bombardean con electrones de energía cinética mayor que 10,2 eV, para conseguir que el sistema pase al estado {\displaystyle 2s_{1/2}}. 
Por ese procedimiento se obtiene una pequeña fracción (1 en 108) de átomos en los estados {\displaystyle 2s_{1/2}}, {\displaystyle 2p_{1/2}} y {\displaystyle 2p_{3/2}} a una velocidad media de 8×105 cm/s. 
Dada la alta vida media del estado {\displaystyle 2s_{1/2}} respecto de los otros dos estados {\displaystyle p}, los átomos en dicho estado recorren una distancia del orden de los 10 cm mientras que los otros sólo recorren 1,3×10−3 cm antes de desexcitarse. 
El detector es una lámina de wolframio en la que el átomo en el estado {\displaystyle 2s_{1/2}} puede depositar su electrón absorbiendo su energía de ionización.
Si el haz de átomos en el estado {\displaystyle 2s_{1/2}} se pasa a través de una región de interacción con un campo de radiofrecuencias que provoque la transición desde el estado {\displaystyle 2s_{1/2}} a los estados {\displaystyle 2p_{1/2}} o {\displaystyle 2p_{3/2}}, se origina una rápida caída de la población de átomos en el estado {\displaystyle 2s_{1/2}} al abrir de forma forzada un canal de transición. 
Esto provoca una rápida reducción de los átomos en el estado {\displaystyle 2s_{1/2}} que llegan al detector, naturalmente esto ocurre sólo cuando la radiofrecuencia coincide con la que corresponde a la energía de la transición {\displaystyle 2s_{1/2}}→ {\displaystyle 2p_{1/2}} o {\displaystyle 2s_{1/2}} → {\displaystyle 2p_{3/2}}. 
Por tanto, la diferencia de energía entre los niveles es igual a la frecuencia de la radiación que hace que se detecte una disminución en la población de los estados {\displaystyle 2s_{1/2}} que llega al detector. 
Con esta base experimental y algunos detalles más como la aplicación de un campo magnético variable para estabilizar el campo de microondas, Lamb y Retherford obtienen que el nivel {\displaystyle 2s_{1/2}} está 1000MHz por encima del {\displaystyle 2p_{1/2}}. 
Experimentos posteriores más precisos han establecido esta diferencia en 1057,90 ± 0,06 MHz (Robiscoe y Shyn 1970), 1057,893 ± 0,020 MHz (Lundeen y Pipkin 1975), 1057,862 ± 0,020 MHz (Andrews y Newton 1976).

## Explicación teórica
La explicación teórica de estos resultados no fue en principio evidente y llevó a la revisión de conceptos fundamentales como la renormalización de la masa y de la carga, y a la formulación de teorías como la electrodinámica cuántica (Bethe, Tomonaga, Schwinger, Feynman y Dyson) que superaba la mecánica cuántica relativista de Dirac. 
Es en el contexto de la electrodinámica cuántica, que es la teoría cuántica de campos de la interacción electromagnética entre partículas cargadas, donde el desdoblamiento Lamb aparece en el cálculo de las denominadas correcciones radiativas. 
Los cálculos en electrodinámica cuántica son perturbativos, y las correcciones radiativas son los efectos de segundo orden. En particular, estos efectos son los denominados autoenergía del fotón o polarización del vacío, autoenergía del electrón y correcciones de vértice. 
Estas perturbaciones de segundo orden originan un renormalización de la masa y de la carga del electrón, que hacen que los valores que se miden experimentalmente sean distintos de los que se obtendrían de no existir la interacción electromagnética, o de no acoplarse el campo eléctrico de los electrones con el de los fotones.
En el caso del efecto Lamb, la contribución principal proviene de la autoenergía del electrón, que proporciona un desdoblamiento del orden de 1000 MHz. 
Los otros diagramas, dan una contribución menor, del orden de los 30 MHz. Los cálculos de este efecto en la electrodinámica cuántica son especialmente difíciles, pues el electrón está en un estado ligado y las teorías cuánticas de campos están formuladas fundamentalmente para estados de colisión. 
En cualquier caso, y debido a la importancia de este efecto, la situación actual es que los cálculos teóricos más precisos son 1057,916 ± 0,010 MHz (Erickson 1971), 1057,864 ± 0,014 MHz (Mohr 1976), los que pueden compararse con los resultados experimentales mencionados antes.

## Lecturas complementarias
Una explicación más detallada de este efecto, aunque no muy exhaustiva desde un punto de vista teórico, la podemos encontrar en Introduction to Elementary Particles de D. E. Griffiths. 
Cálculos basados en la electrodinámica cuántica los podemos encontrar por ejemplo en Quantum Field Theory de Mandl y Shaw.
Con nivel más básico, aunque en forma más rigurosa, en Quantum Field Theory de Itzykson y Zuber.

## Energía del punto cero
Una interpretación cualitativa de este efecto la propuso Welton en 1948. Un campo de radiación cuantizado en su estado de más baja energía no implica un campo cero, sino que existen fluctuaciones cuánticas de campo cero similares a las del estado fundamental del oscilador armónico. 
Esto supone que aún en el vacío existen fluctuaciones de campo que provocan movimientos rápidamente oscilatorios del electrón, de manera que el electrón no es percibido como puntual por la carga del núcleo, sino como una distribución de carga con un cierto radio. 
Como consecuencia de esto, el electrón no se ve tan fuertemente atraído por el núcleo a cortas distancias, por lo que los electrones en orbitales inferiores son los que más se ven afectados por este aspecto dinámico, perdiendo algo de energía de ligadura.

## Formulación matemática
Esta peculiar diferencia es el efecto de un loop del cuanto electromagnético, y puede ser interpretada por la influencia de un fotón virtual que es emitido y reabsorbido por el propio átomo. En electrodinámica cuántica (EDC) el campo electromagnético está cuantificado y, como en el caso del oscilador armónico de la mecánica cuántica, su estado de menor energía no es cero. Debido a esto existen unas pequeñas oscilaciones del punto cero que causan que el electrón ejecute rápidos movimientos de oscilación. El electrón resulta, pues, "difuminado" y el radio cambia de {\displaystyle r} a {\displaystyle r+\delta r}. 
El potencial de Coulomb es, por tanto, perturbado en una pequeña cantidad y la degeneración de los dos niveles de energía desaparece. El nuevo potencial puede ser calculado de forma aproximada (usando unidades atómicas) como sigue:

{\displaystyle \langle E_{\mathrm {pot} }\rangle =-{\frac {Ze^{2}}{4\pi \epsilon _{0}}}\left\langle {\frac {1}{r+\delta r}}\right\rangle .}

El desplazamiento de Lamb por sí mismo viene dado por

{\displaystyle \Delta E_{\mathrm {Lamb} }=\alpha ^{5}m_{e}c^{2}{\frac {k(n,0)}{4n^{3}}}\ \mathrm {for} \ \ell =0\,}

con {\displaystyle k(n,0)} alrededor de una pequeña variación 13 con {\displaystyle n}, y

{\displaystyle \Delta E_{\mathrm {Lamb} }=\alpha ^{5}m_{e}c^{2}{\frac {1}{4n^{3}}}\left[k(n,\ell )\pm {\frac {1}{\pi (j+{\frac {1}{2}})(\ell +{\frac {1}{2}})}}\right]\ \mathrm {for} \ \ell \neq 0\ \mathrm {and} \ j=\ell \pm {\frac {1}{2}},}

con {\displaystyle k(n,\ell )} un pequeño número (< 0.05).